# Cumbres Borrascosas (telenovela de 1964)
Cumbres Borrascosas es una telenovela mexicana de 1964, producida por Ernesto Alonso, dirigida por Manuel Calvo y protagonizada por Lorena Velázquez y Manuel López Ochoa. Es una adaptación de la obra de Emily Brontë.

## Argumento
Esta telenovela se desarrolla en Yorkshire, Inglaterra. Cuando Cathy Earnshaw y su hermano Hindley tenían 10 y 16 años respectivamente, su padre, el Sr. Earnshaw, adoptó a un pequeño gitano huérfano y pordiosero de 12 años llamado Heathcliff y lo llevó a vivir con ellos en su mansión Cumbres Borrascosas. Heathcliff iba a cambiar sus vidas para siempre. El señor Earnshaw describía a Heathcliff como un regalo de Dios. Creció con ellos y se convirtió en el tercer hermano. Todo fue bien mientras vivió el padre de Cathy y Hindley, pero al fallecer, Heathcliff fue arrojado por Hindley a los establos. Creciendo solo y en silencio, Heathcliff era feliz cuando veía o se hallaba cerca de Cathy, una joven de gran belleza. Entre ambos nacería una amistad que había que ocultarle a Hindley. Todo cambió cuando Cathy conoció a los hermanos Linton, Edgar e Isabella, que vivían en la Granja de los Tordos. Su elegancia y atractivo personal, abrieron los ojos de Cathy a una nueva existencia llena de exquisita cultura y educación. Para los Linton, las personas como Heathcliff no pueden competir con ellos y por tanto no deben ni ser mirados a la cara. Cathy decide contraer matrimonio con Edgar Linton, y de esa manera cambiar su destino. Heathcliff mientras tanto, desesperado, sólo piensa en vengarse de aquellos que han destrozado su vida y sus sueños.

## Elenco
- Lorena Velázquez - Cathy Earnshaw
- Manuel López Ochoa - Heathcliff
- Germán Robles - Linton
- Dina de Marco - Isabel
- Rogelio Guerra - Carlos Smith
- María Teresa Rivas - Elena Dean
- Antonio Bravo - Sr. Earnshaw
- Manolo García - Hindley
- Fanny Schiller
- Miguel Manzano - José
- Miguel Maciá - Dr. Brown
- Mónica Serna - Grace
- Guillermo Herrera - Hareton
- Xavier Marc - Heathcliff # 2

## Otras versiones
- Ernesto Alonso vuelve a producir la segunda versión Cumbres borrascosas II, protagonizada por Alma Muriel y Gonzalo Vega.